# عملکرد حکومت ایران در مقابله با دنیاگیری کووید-۱۹

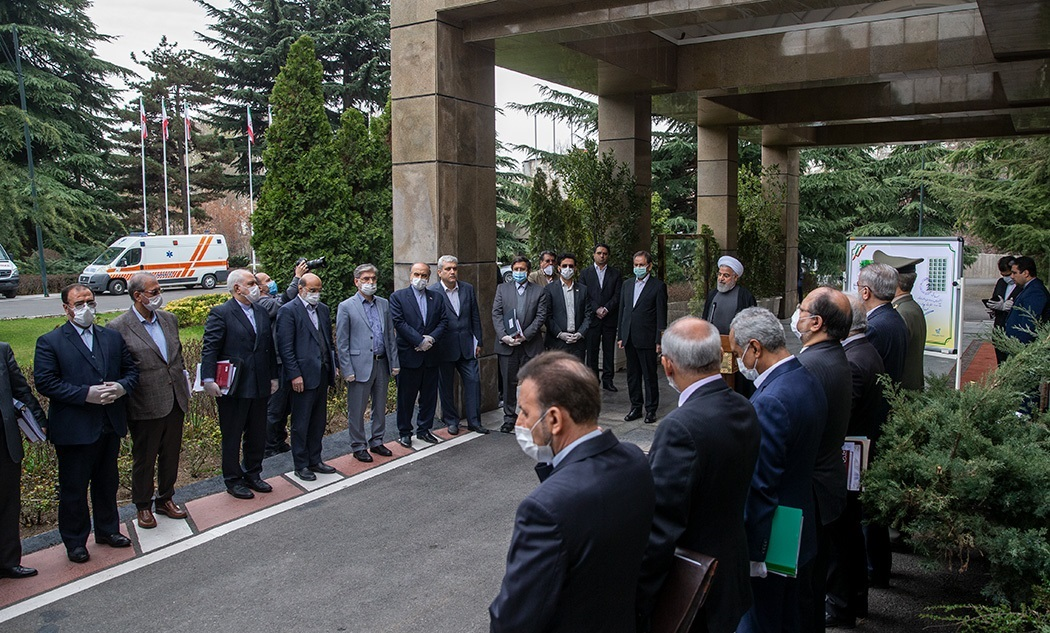
آخرین جلسه دولت روحانی در سال ۱۳۹۸ در ساختمان ریاست جمهوری حافظ واقع در کاخ سعدآباد. جلسات دولت به دلیل شیوع کرونا از ابتدای اسفندماه از پاستور به این مکان منتقل شد.

عملکرد حکومت ایران در مقابله با دنیاگیری کووید-۱۹، مورد انتقادهای بسیاری قرار دارد. تزریق واکسن کرونا و دستور سید علی خامنه‌ای برای ممنوع کردن واردات واکسن‌های ساخت آمریکا و بریتانیا در دوره مهمی از همه‌گیری، از جمله این انتقادات است. بررسی‌های بی‌بی‌سی فارسی نشان می‌دهند طی دو سال ابتدایی همه‌گیری کووید-۱۹ در ایران، حدود ۳۰۰ هزار نفر در ایران قربانی این همه‌گیری شده‌اند. که این رقم بیش از دو برابر آمار رسمی جانباختگان کرونا در ایران در همین مدت است.

## گاه‌شمار
پس از شیوع گسترده کروناویروس در چین، وزارت بهداشت، درمان و آموزش پزشکی در اوایل بهمن ماه اعلام کرد که کلیه مسافران ورودی از کشور چین، پایش و معاینه می‌شوند و موارد مشکوک به بیمارستانی که به این منظور اختصاص یافته، منتقل می‌شوند. همچنین دانشجویان ایرانی مقیم چین، پس از ورود به کشور برای دو هفته در شهرستان شهریار تحت قرنطینه قرار گرفتند. دانشجویان بازگشتی از چین به علت تدابیر پیشگیرانه به مدت دو هفته در قرنطینه بودند و پس از این مدت در ۲۸ بهمن ۱۳۹۸ با اعلام اینکه هیچ‌کدام از آنان آلوده به کروناویروس نیستند، از قرنطینه خارج شدند.
پس از همه‌گیری کووید نوزده در ایران سعید نمکی وزیر بهداشت دولت دوازدهم گفت مراکز بهداشتی و درمانی نیز در کل کشور آماده‌باش هستند؛ به‌ویژه در مناطقی که مواردی از بیماری مشاهده شده‌است. همچنین در کنار این مراکز آمبولانس‌های ویژه‌ای قرار گرفته تا اگر قرار بود بیماران را منتقل کنند، این اقدام را انجام دهند.
در حالی که وزارت بهداشت پیشنهاد محدودیت موقت رفت‌وآمد به اماکن زیارتی و مذهبی قم را ارائه کرده بود، این امر از سوی مسئولان اماکن مذهبی قم اجرا نشد. به طوری که در دوم اسفند، کیانوش جهانپور، مسئول روابط عمومی وزارت بهداشت ایران، از محدود نشدن تجمعات در مراکز مذهبی از جمله زیارتگاه‌های استان قم انتقاد کرد.
در ۳ اسفند ۱۳۹۸، وزارت ارشاد تمامی اکران‌های سینمایی، کنسرت‌ها و نمایش‌های تئاتر تا ۹ اسفند را لغو کرد. همان روز ستاد مقابله با گسترش بیماری کرونا در ورزش با صدور اطلاعیه‌ای اعلام کرد تمام مسابقات ورزشی کشوری و لیگ‌های دسته اول و دوم در تمام رده‌های سنی و همهٔ رشته‌های ورزشی تا ۱۵ اسفندماه لغو شده‌اند.
روز یکشنبه ۴ اسفند ۱۳۹۸، حسن روحانی طی حکمی به سعید نمکی، او را مأمور تشکیل «ستاد ملی مبارزه با کرونا» کرد و وزرای کشور، راه و شهرسازی، آموزش و پرورش، علوم، تحقیقات و فناوری، میراث فرهنگی، گردشگری و صنایع دستی، فرهنگ و ارشاد اسلامی، رئیس ستاد کل نیروهای مسلح، دادستان کل کشور، رئیس سازمان برنامه و بودجه، رئیس سازمان صدا و سیما، رئیس سازمان حج و زیارت، سخنگوی دولت و فرمانده نیروی انتظامی را به عنوان اعضای ستاد تعیین کرد. متعاقباً، وزیر بهداشت، ایرج حریرچی را به عنوان دبیر ستاد منصوب نمود.
روز یکشنبه ۴ اسفند ۱۳۹۸ وزارت بهداشت اعلام کرد، مراکز آموزش عالی و دانشگاه‌ها در استان‌های مازندران، قم، قزوین، همدان، گلستان، گیلان، تهران، کرمانشاه، مرکزی، زنجان، کردستان، سیستان و بلوچستان و کهگیلویه و بویراحمد تا پایان هفته تعطیل می‌شوند. وزیر بهداشت، در روز ۶ اسفند اعلام کرد که «قرار شد با تصمیم‌گیری قرارگاه کرونا و پیشنهاد آن در موارد لزوم و خاص تعطیلی دانشگاه‌ها و مدارس مطرح و پس از تأیید ابلاغ شود. ما دلیلی نمی‌بینم اگر مورد مثبتی در شهری اعلام شد، مدارس، دانشگاه‌ها و مراکز دولتی را تعطیل کنیم، اما اگر از نظر کارشناسی سطح ابتلا را به حدی دیدیم که نیاز بود تغییراتی دررفت‌وآمدها و روزها و ساعات حضور مردم ایجاد کنیم، موضوع را به مقامات استان اعلام خواهیم کرد و تصمیمات روز به روز خواهد بود.»
حسن روحانی در ۷ اسفند هشدار داد که «ویروس یک بهانه جدیدی دست معاندین نشود که این باعث شود کار، فعالیت و تولید متوقف شود». او گفت: «مردم به این فکر نباشند که فروشگاهی یا شهری بسته می‌شود یا قرنطینه عمومی ایجاد می‌شود.» و همچنین «نباید بگذاریم آمریکا یک ویروس جدیدی را بر ویروس کرونا سوار کند، [ویروسی] به نام تعطیلی فعالیت‌های اجتماعی و ترس فوق‌العاده؛ این توطئه‌ای است که امروز می‌بینیم و در تبلیغات خارجی هم شما می‌بینید.» این در حالی است که تا آن ۱۹ نفر در ایران جان خود را بخاطر مبتلا شدن به کروناویروس از دست داده بودند و در کشورهای چین، ایتالیا قرنطینه کردن شهرها و روستاها را به‌طور شدید اجرا شده بود.

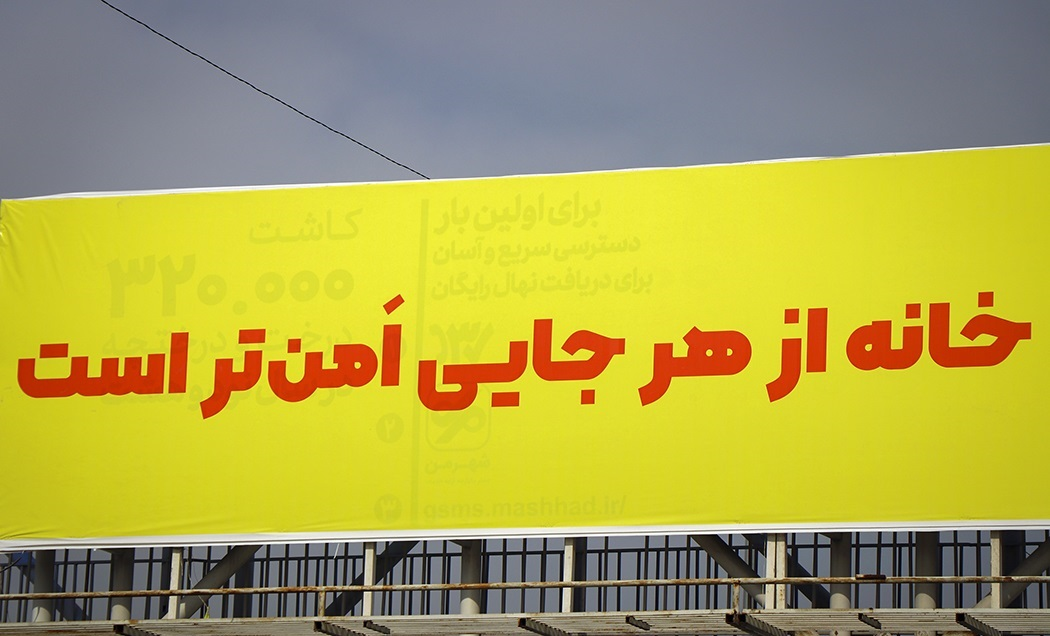
توصیه به شهروندان برای ماندن در خانه‌هایشان توسط شهرداری تهران. دولت روحانی از اعمال رسمی قرنطینه خودداری کرد.

در ۹ اسفند ۱۳۹۸ سخنگوی دولت با اشاره به تصمیم ستاد ملی مبارزه با کرونا برای عفونت‌زدایی برخی شهرها گفت: وزارت دفاع مسئولیت این کار را به عهده گرفته‌است و بخش‌هایی از استان‌های تهران، قم و گیلان عفونت‌زدایی خواهد شد. هم‌زمان وزارت بهداشت اعلام کرد مدارس همهٔ شهرهای ایران تا ۱۲ اسفند و دانشگاه‌ها تا ۱۵ اسفند تعطیل خواهند شد.
در ده اسفند ۱۳۹۹ متخصصان سازمان جهانی بهداشت جمع‌بندی مأموریت کویید ۱۹ خود را اعلام کردند. در این جمع‌بندی ذکر شده بود که راهبردها و اولویت‌های مبارزه با کوید ۱۹ کشور در مسیر درست در حال بهبود است و تیم جمع‌بندی کننده تحت تأثیر مشارکت سایر بخش‌های جامعه در امر مبارزه با کوید ۱۹ قرار گرفته‌اند و کشور از نظام درمانی قوی و ظرفیت‌های مدیریت بحران خود برای پاسخ به شیوع استفاده می‌کند. اما کار بیشتری نیز لازم است انجام شود، در بعضی موارد موافقت شده که اندازه اقدامات افزایش پیدا کند. همچنین برای حفاظت از کارکنان بخش بهداشت لازم است اقدامات بیشتری انجام شود.
با درخواست وزیر بهداشت و رئیس ستاد ملی مبارزه با کرونا، نماز جمعهٔ ۹ اسفند در مراکز ۲۳ استان درگیر با کرونا از جمله تهران و قم لغو شد. با این وجود تعدادی از شهروندان قم در اعتراض به این تصمیم پشت در مصلای آن شهر تجمع کردند و همان‌جا نماز خواندند. سید احمد علم‌الهدی، امام جمعهٔ مشهد هم در خطبه‌ای که روی سایتش تحت عنوان «مکتوب نماز جمعه نهم اسفند» منتشر شد نوشت: «نماز جمعه فریضهٔ الهی است و در هیچ شرایطی نباید تعطیل شود».
ساعت کاری ادارات دولتی از ۱۱ اسفند ۹۸ در استان‌های تهران، یزد، مازندران، هرمزگان، خراسان جنوبی، سمنان، گلستان، کرمانشاه، اردبیل، قزوین، آذربایجان غربی، خراسان شمالی و خوزستان کاهش یافت.
شرکت ملی پخش فراورده‌های نفتی ایران در ۱۱ اسفند ۹۸ اعلام کرد: ضروری است فرایند سوختگیری و پرداخت هزینه سوخت در تمامی جایگاه‌های عرضه سوخت، توسط کارکنان جایگاه‌ها انجام و دستکش یکبار مصرف برای استفاده عموم در دسترس قرار گرفته شود. جایگاه‌داران نیز مکلف شدند نازل‌ها، صفحه‌شماره دیسپنسرها، سرویس بهداشتی و … را به‌طور مستمر با مواد ضدعفونی کننده نظافت کنند.
سازمان اداری و استخدامی طی بخشنامه‌ای در ۱۳ اسفند ۹۸ اعلام کرد که در شرایط فعلی شیوع ویروس کرونا، دورکاری کارکنان دستگاه‌های اجرایی بلامانع است.
پس از آنکه کریستف هاملمن، نمایندهٔ سازمان جهانی بهداشت، از امکانات پیشگیری و درمانی ایران بازدید کرد، منابع داخلی به نقل از وی اعلام کردند: «ایران یکی از قوی‌ترین نظام‌های سلامت در منطقه مدیترانه شرقی (تقسیم‌بندی WHO) را داراست که دارای بیشترین سطح پوشش سلامت در منطقه است و به جهت مراقبت‌های اولیه در سطحی قدرتمند قرار دارد و آن سازمان می‌کوشد تا حمایت‌های لازم را از ایران در مقابله با بیماری به عمل آورد.»
 اما سایت cbc به نقل از کریستف هاملمن نوشت: «ایران در آستانه افزایش فزاینده کروناست. ما به زودی تابلوی کامل همه‌گیری کرونا را در ایران مشاهده خواهیم کرد، این بدان معناست که طی دو روز آینده تعداد مبتلایان به شکل فزاینده ای بیشتر خواهند شد.»
در ۱۵ اسفند مقامات ایرانی اعلام کردند ۲۲ آزمایشگاه برای تشخیص ویروس کرونا راه‌اندازی شده و قرار است تعداد این آزمایشگاه‌ها به زودی به ۵۰ مورد برسد. همچنین، دولت آزمایش تشخیص کرونا را برای تمام بیماران بستری مشکوک به کرونا رایگان انجام می‌دهد.
اقدامات بانک مرکزی برای کنترل ویروس کرونا شامل افزایش سقف تراکنشهای کارت به کارت، تمدید تاریخ انقضای کارتهای بانکی و افزایش سقف برداشت نقدی بود. در ۲۱ بهمن و پس از مرگ تعدادی از کارمندان شبکهٔ بانکی بر اثر ابتلا به کرونا، بانک مرکزی توزیع اسکناس نو و دریافت و پرداخت هرگونه وجه نقد در بانک‌ها را ممنوع کرد. تا ۲۲ اسفند، ۸ کارمند بانک به دلیل ابتلا به ویروس کرونا جانشان را از دست دادند.
در تاریخ ۲۲ اسفند، سید علی خامنه‌ای به عنوان فرمانده کل قوا با صدور فرمانی به رئیس ستاد کل نیروهای مسلح دستور تشکیل قرارگاه بهداشتی و درمانی برای سازماندهی خدمات این نیروها به مردم را صادر کرد.
روز ۲۷ اسفند ۱۳۹۸ مصطفی قانعی، رئیس کمیتهٔ علمی ستاد مبارزه با بیماری کرونا از نتایج موفقیت‌آمیز یک ترکیب درمانی برای بهبودی سریع‌تر ضایعه ریوی مبتلایان به کروناویروس خبر داد و گفت: «خوشبختانه نتایج این دارو در بیماران کروناویروس مطلوب و در کاهش عوارض ریوی، مدت زمان بستری و تحت درمان قرار گرفتن ناشی از این بیماری ثمربخش و امیدوارکننده بوده‌است.»
در تاریخ ۶ فروردین ۱۳۹۹، حسن روحانی اعلام کرد با کمبود تخت و پزشک مواجه نیستیم. پنج روز بعد اما مینو محرز عضو کمیته بیماری‌های عفونی وزارت بهداشت سخنان او را تکذیب و اعلام کرد ظرفیت بیمارستان‌های ایران تکمیل و پر می‌باشد. در ۱۳ فروردین نیز رئیس دانشگاه علوم پزشکی گیلان اعلام کرد هشتاد درصد بیماران مشکوک یا مبتلا به کرونا در این استان ترخیص شده‌اند و پنجاه درصد تخت‌های بیمارستانی این استان خالی است.
در ۱۶ فروردین ۱۳۹۹ سورنا ستاری معاون علمی و فناوری رئیس‌جمهوری از راه‌اندازی سامانه هوش مصنوعی تشخیص کووید۱۹ خبر داد که به گفتهٔ او ناهنجاری‌هایی که در مراحل ابتدایی در تصاویر سی تی اسکن دیده نمی‌شود را تشخیص می‌دهد و حجم ناحیه عفونی را محاسبه می‌کند. در ۲۳ فروردین ماه، ستاری از دو نوع کیت تشخیصی کرونا که در یک شرکت دانش‌بنیان تولید می‌شود رونمایی کرد. نوع اول این کیت‌ها در نوع پی سی آر و سرولوژی تولید شده‌است. به گفته ستاری، نوع نخست این کیت‌ها بر اساس آنالیز پی‌سی‌آر کار می‌کنند و توان تولید این نوع از کیت‌ها، ۱۰۰ هزار عدد در هفته است.
در ۲۴ فروردین معاونت علمی و فناوری ریاست جمهوری با حضور پرویز کرمی مشاور معاون علمی و فناوری رئیس‌جمهوری از بسته حمایتی شرکت‌های دانش‌بنیان و استارتاپ‌های حوزه آنلاین، دیجیتال و مجازی «کروناپلاس» رونمایی کرد تا فرصتی برای توسعه سرویس‌ها و خدمات آنلاین در میدان مبارزه با کرونا فراهم شود.این معاونت پیش از این و همزمان با شیوع کرونا فراخوانی منتشر کرده بود که بر اساس آن کمیته مبارزه با کرونا در معاونت علمی و فناوری نیز شکل گرفت. بخشی از نیاز در حوزه‌های تولید ماسک، خطوط دستگاه‌های تولید ماسک، مواد ضد عفونی کننده و دستگاه‌های پزشکی مانند ونتیلاتور، بای پپ، کیت تشخیصی کرونا و پروتکل‌های دارویی با این فراخوان توسط شرکت‌های دانش‌بنیان تأمین شد.

## دولت حسن روحانی
حسن روحانی، رئیس‌جمهور و رئیس دولت دوازدهم در زمان دنیاگیری کروناویروس در ایران است، او اعتقاد دارد که اقدامات دولت او در مقابله با ویروس کرونا «با وجود فشارهای حداکثری آمریکا و تأثیرات ضدانسانی تحریم‌ها» نسبت به دیگر کشورها «افتخارآفرین است». بی‌بی‌سی فارسی عنوان کرد که دولت روحانی بخاطر عدم اعلام آمار دقیق مبتلایان و جان باختگان، عدم قرنطینه قم و تعطیلی کسب و کارها در زمان مناسب از سوی افکار عمومی با انتقاد رو به رو است، بی‌بی‌سی فارسی همچنین عنوان کرده‌است که دولت ایران به دلیل اینکه توقف پرواز هواپیماها به چین را رعایت نکرد با انتقاد شهروندان ایرانی و کاربران شبکه‌های اجتماعی مواجه است. در مقابل سازمان هواپیمایی کشوری پروازها را برای بازگردان دانشجویان و مسافران ایرانی در چین عنوان کرد. در تاریخ ۱۶ اسفند ۱۳۹۸ رسانه‌های چینی اعلام کردند ویروس کرونا، پرواز هواپیماهای ایران به چین را متوقف نکرده‌است. در پی ورود و گسترش ویروس کرونا در ایران، شرکت هواپیمایی ماهان به دلیل عدم تعلیق پروازهای خود به این کشور مورد انتقاد افکار عمومی قرار گرفت. مقام‌های ارشد دولتی پنهان‌کاری در آمار را رد کرده و سید علی خامنه‌ای از «صداقت» مقام‌های مسئول تمجید کرده‌است. با این حال مدارک افشا شده به بی‌بی‌سی نشان می‌دهد که حکومت ایران میزان کشته‌شدگان کروناویروس را یک‌سوم آنچه واقعاً بوده اعلام کرده‌است.
طبق گزارش تایم از مواضع سازمان جهانی بهداشت، دولت ایران مسائل درستی را اولویت گذاری کرده و تمایل آن‌ها را به انطباق خوب و مناسب ارزیابی کرد.

## سیاست قرنطینه خانگی و فاصله‌گذاری اجتماعی
دولت ایران از سیاست فاصله‌گذاری اجتماعی و قرنطینه خانگی برای مقاله با کرونا استفاده کرد. ایرج حریرچی معاون وزیر بهداشت ایران در ابتدای بحران دربارهٔ قرنطینه گفت: «ما به هیچ وجه با قرنطینه موافق نیستیم. قرنطینه برای قبل از جنگ جهانی اول است برای طاعون و وبا.» سعید نمکی وزیر بهداشت، درمان و آموزش پزشکی نیز ۹ اسفند در حاشیه جلسه ستاد ملی مدیریت و مقابله با ویروس کرونا گفت: به چیزی به عنوان قرنطینه شهرها اعتقاد نداریم و این روش را علمی نمی‌دانیم.برخی خواستار اعمال مقررات قرنطینه کامل در کشور شدند، اما نظرات کارشناسان مختلف این بود که دولت با توجه به تحریم‌های آمریکا قادر به اجرای قرنطینه نبود. بیان دیگر آنطور که صادق زیبا کلام می‌گوید به دلیل تحریم‌های آمریکا صادرات نفت ایران به شدت کاهش یافته و دولت راهی برای پرداخت حقوق ۷ میلیون نفر از افرادی که در نتیجه اعمال قرنطینه بیکار می‌شوند و همچنین پرداخت یارانه به خانوارها و پرداخت حقوق کارمندان دولت نداشت.
ایرج حریرچی سخنگوی وقت وزارت بهداشت و معاون کل وزارت بهداشت، درمان و آموزش پزشکی در دهم فروردین سال ۱۳۹۹ عنوان کرد، قرنطینه در سطوح مختلفی اجرا می‌شود. ممنوعیت کامل بیرون آمدن از منزل که لاک‌داون (Lockdown) نامیده می‌شود تنها در شهر ووهان چین به اجرا درآمد. البته پیش از اجرای آن ۵ میلیون نفر از جمعیت ۱۲ میلیون نفری شهر را ترک کردند و دولت نیز مواد غذایی را به دست میلیونها نفر دیگر می‌رساند. سیاست قرنطینه در کشورهای مختلف مشکلاتی ایجاد کرد، مثلاً عراق صادرات نفتی بالای سه میلیون در ماه به دلیل کاهش شدید قیمت نفت با مشکلات اقتصادی جدی روبرو شد و اعمال مقررات قرنطینه باعث ضربه بزرگی به اقتصاد عراق وارد کرد و باعث شد تا برخی از مردم برای دریافت غذای خیریه به مساجد مراجعه کنند. برخی از دولت‌های اعمال کننده قرنطینه نیز بر شکست این اقدام تأکید کردند. از جمله شبلی فراز وزیر اطلاع‌رسانی دولت پاکستان گفت اقتصاد این کشور تاب تحمل قرنطینه کامل را ندارد.
رئیس انجمن جامعه‌شناسی ایران دربارهٔ بازگشایی اماکن اداری، تجاری و مذهبی به «جهان‌صنعت»، سیدحسین سراج‌زاده گفت: «از نظر جامعه‌شناسی دولت هیچ‌گاه نباید با این سرعت اماکن اداری، تجاری و مذهبی را بازگشایی می‌کرد. به سبب بازگشایی تمام مراکز شرایط برای مردم بسیار عادی شده‌است.»

### قم

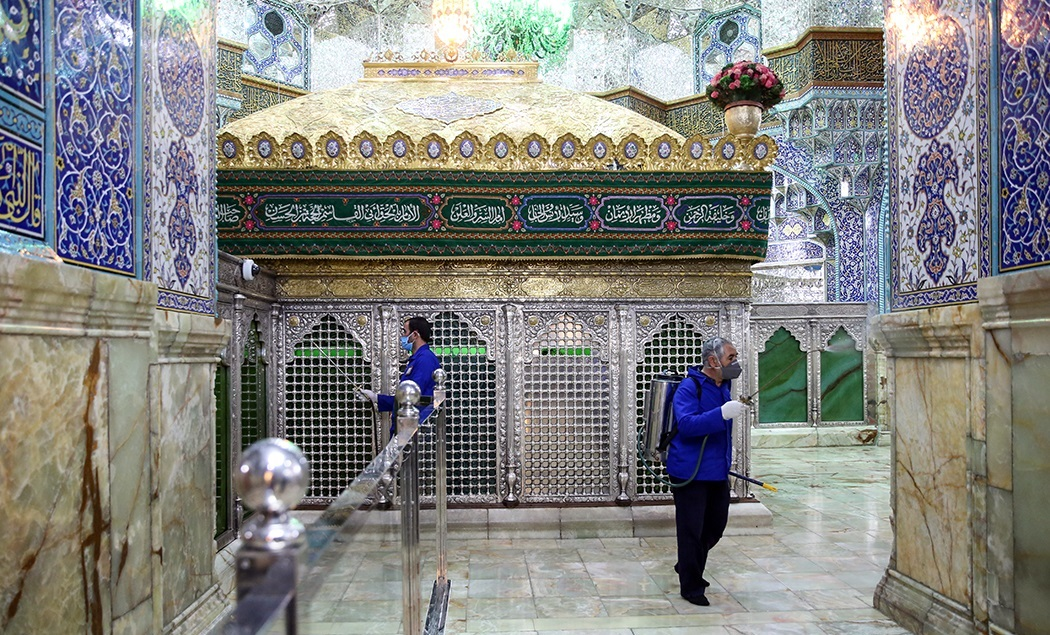
ضدعفونی کردن حرم فاطمه معصومه در قم.

به گزارش ایران اینترنشنال، رسانه‌های ایران از تشکیل جلسه شورای عالی امنیت ملی با حضور وزیر بهداشت ایران در ۳ اسفند خبر داده بودند. ایران اینترنشنال عنوان می‌کند وزارت بهداشت درخواست کرده‌است قم قرنطینه شود، ولی این درخواست با مخالفت حسین طائب، رئیس سازمان اطلاعات سپاه در این جلسه روبرو شده؛ او اعلام کرده بود قم، «آبروی اسلام» است و قرنطینه آن موجب سوءاستفاده رسانه‌های آمریکایی می‌شود.
پیش‌تر در حالی که وزارت بهداشت پیشنهاد محدودیت موقت رفت‌وآمد به اماکن زیارتی و مذهبی قم را ارائه کرده بود، این امر از سوی مسئولان اماکن مذهبی قم اجرا نشد. به طوری که در دوم اسفند، کیانوش جهانپور، مسئول روابط عمومی وزارت بهداشت ایران، از محدود نشدن تجمعات در مراکز مذهبی از جمله زیارتگاه‌های استان قم انتقاد کرد.
سید محمد سعیدی، تولیت حرم فاطمه معصومه و امام جمعه قم، در واکنش به شیوع کروناویروس در قم و احتمال قرنطینه این شهر گفت:
«ترامپ، این مرد خبیث و کثیف و شرور، شهر مقدس قم را هدف قرار داده و به بهانه پدیده کرونا می‌خواهد ضربه فرهنگی و حیثیتی به قم بزند. ترامپ خائن و مزدوران داخلی آرزوی شکست قم را به گور خواهند برد.»
در یک موضع‌گیری دیگر، سعیدی حرم معصومه را «دارالشفا» دانست که مردم بروند و بابت امراض روحی و جسمی از آن شفا بگیرند. در ۷ اسفند ۹۸ وبسایت حرم معصومه با انتشار یادداشتی ضمن اعتراض به تصمیم شورای تأمین استان قم برای ضدعفونی کردن حرم، مدعی شد «سازه‌های آن حرم، به دلیل استفاده از نقره در بالاترین سطح آنتی‌باکتریایی و سد محکمی برای اپیدمی کرونا است».
سید علی‌اکبر حسینی‌نژاد، مشاور تولیت حرم فاطمه معصومه در واکنش به درخواست تعطیلی موقت حرم برای جلوگیری از شیوع بیشتر کرونا گفت:
«تعطیل کردن حرم چه ضرورتی دارد؟ مردم خودشان باید مراقب باشند. تعطیل کردن حرم پیام تلخی دارد، اینجا پناهگاه مردم است و نشستن مردم در گوشه‌ای از حرم و صحن، مشکلی پیش نمی‌آورد. دشمن می‌خواهد با استفاده از این روش هراسی را در دل‌ها ایجاد کند و قم را شهری ناامن نشان دهد و انتقام همه شکست‌های خود را از قم بگیرد.»
اسدالله بیات زنجانی، مرجع تقلید شیعه، در پاسخ به یک استفتا پیرامون تعطیلی موقت حرم و اماکن مذهبی:
«در این مورد ملاک نظر مسئولان بهداشت و درمان بوده و اگر آنها توصیه به تعطیلی یا محدودیت تردد داشته باشند، عمل به این توصیه واجب شرعی بوده و تخلف از آن مشروع نیست.»
در نهایت در ۲۶ اسفند و با انتشار بیانیه مشترک از سوی بهرام سرمست استاندار قم و تولیت‌های حرم فاطمه معصومه و مسجد جمکران درهای این دو مکان مذهبی بسته شد. عده ای از افراد مذهبی با جمع شدن مقابل درهای حرم فاطمه معصومه، به این اقدام اعتراض کرده و یکی از درب‌های ورودی را شکستند. همین اتفاق در مشهد نیز رخ داد و معترضان «حیدر، حیدر» کنان به زور وارد حرم شدند. این حملات با انتقادات گسترده مواجه شد و حوزه علمیه قم نیز آن را هتک حرمت نامید. دونفر از حمله کنندگان نیز توسط نیروی انتظامی دستگیر شدند.

### آبادان
با دستور سید زین‌العابدین موسوی معاون استاندار و فرماندار ویژهٔ آبادان و در راستای مقابله با کرونا در ۲۱ اردیبهشت شهر آبادان به مدت ۵ روز قرنطینه شد. در این مدت ادارات تعطیل و ورودی‌های شهر تحت نظارت بیشتر قرار گرفت.

## احداث بیمارستان صحرایی

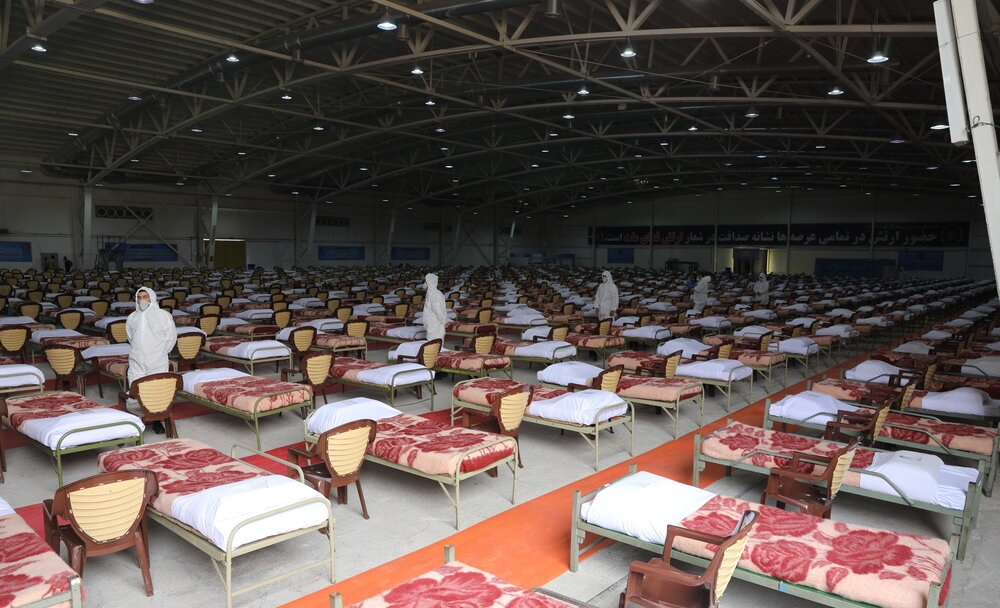
مجتمع بیمارستانی و نقاهتگاه هجرتی که توسط ارتش در نمایشگاه بین‌المللی تهران دایر شد.

در ۱۸ اسفند استاندار آذربایجان غربی گفت که قرار است یک بیمارستان صحرایی در ارومیه راه‌اندازی شود. یک روز بعد محمدحسین قربانی نمایندهٔ تام‌الاختیار وزیر بهداشت در استان گیلان، گفت قرار است سپاه و ارتش در منطقهٔ لاکان رشت بیمارستان صحرایی احداث کنند. در قم نیز با توجه به تکمیل ظرفیت بیمارستان‌ها برای بستری بیماران کرونا، بیمارستان صحرایی سپاه در مجتمع نور واقع در منطقه نیروگاه برپا شد. نیروی زمینی ارتش هم اعلام کرد که یک بیمارستان ۵۰ تخت‌خوابی صحرایی در شهرک پردیسان قم برپا کرده‌است. دانشگاه علوم پزشکی قزوین، مدیریت بحران استانداری و هلال احمر آن استان هم یک بیمارستان صحرایی در محل دائمی نمایشگاه‌های بین‌المللی استان قزوین راه‌اندازی کردند.
ارتش نیز برای نگهداری بیماران مبتلا بهبود یافته از کووید ۱۹ در محل دائمی نمایشگاه بین‌المللی تهران یک نقاهتگاه با دو هزار تخت‌خواب احداث کرد. صبح چهارشنبه ۶ فروردین سید عبدالرحیم موسوی فرمانده کل ارتش این نقاهتگاه صحرایی را که شهید هجرتی نامیده شده افتتاح کرد.

## دولت رئیسی
رئیسی در نشست علنی مجلس (۳۰مرداد ماه)، اولویت دولتش را «مهار کرونا و سرعت بخشیدن به واکسیناسیون» عنوان کرد.  در اولین روز کاری این دولت، وزارت خارجه از تشکیل ستاد واردات واکسن خبر داد. در دوران ریاست جمهوری رئیسی، واردات واکسن تسریع شد و گفته می شود که ۸۰ درصد واردات واکسن های کرونا در دولت سیزدهم انجام شد و ۱۶۰ میلیون دز واکسن کرونا تزریق شد.

## کمبودها و ناتوانی‌ها

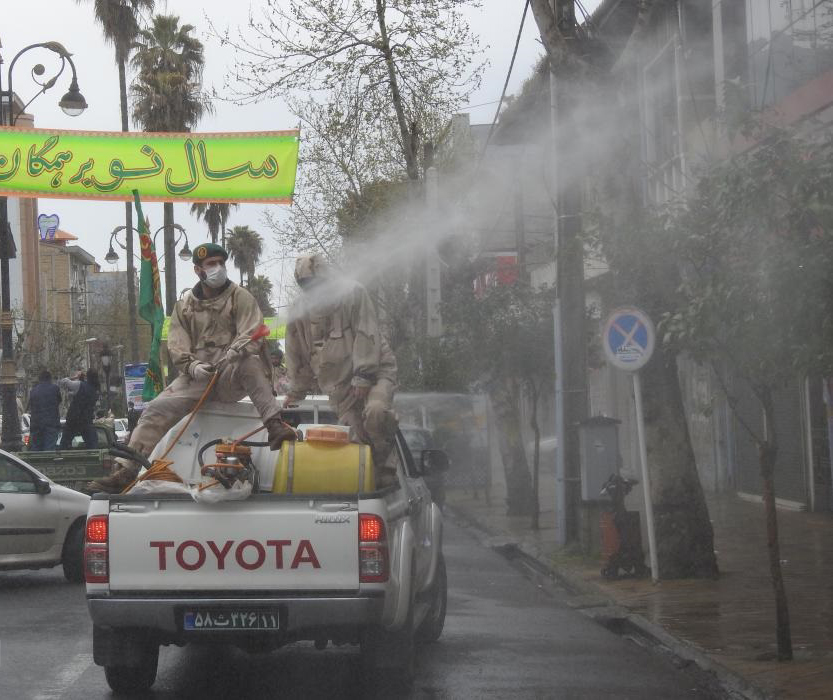
ضدعفونی‌کردن معابر با مواد شوینده یکی از اقدامات «خطرناک» حکومت برای مقابله با کرونا بود.

در ۱۴ اسفند عبدالکریم حسین‌زاده نمایندهٔ نقده در مجلس در توییتی نوشت: «تلنبار شدن اجساد در قم و درماندگی مردم رشت، گواه ناکارآمدی‌های صورت گرفته در این اطلاع‌رسانی و هشدار به موقع کروناست.»
در روز یکشنبه ۱۱ اسفند ۱۳۹۸، عضو کمیسیون برنامه و بودجه شورای اسلامی شهر تهران گفت: «در شهر تهران ۶ هزار اتوبوس و یک هزار و ۲۰۰ واگن مترو داریم که این‌ها شبانه ضدعفونی می‌شوند و بر اساس اعلام سازمان اتوبوسرانی و شرکت بهره‌برداری مترو ذخیره مواد ضدعفونی کننده تمام شده‌است.» وی افزود: «در حال حاضر از موادی برای ضد عفونی کردن استفاده می‌شود که استاندارد نیست و به‌رغم پیگیری‌ها، دولت در تأمین مواد ضدعفونی کننده استاندارد برای شرکت بهره‌برداری مترو و اتوبوسرانی وظیفه خود را انجام نداده‌است.»
در ۱۸ اسفند پرستاران بیمارستان امینی لنگرود با انتشار پستی مشابه در صفحه‌های اینستاگرامشان از مسئولان درخواست کمک کردند. آن‌ها در پست مذکور نوشته بودند: «درخواست کمک فوری! در صورت ادامهٔ خدمت بدون تجهیزات حفاظتی مناسب و استاندارد، قطعاً هیچ فردی برای پرستاری ار بیماران در بیمارستان امینی لنگرود باقی نمی‌ماند و همهٔ پرستاران مبتلا خواهند شد».
در ۲۱ اسفند امیرعلی سهراب‌پور معاون دانشگاه علوم پزشکی تهران در مصاحبه‌ای گفت: «مشکل ما مردن بیماران نیست. مریض‌های کمی بر اثر این بیماری فوت می‌کنند و بیشتر آن‌ها افراد مُسنی هستند که اگر بر اثر کرونا فوت نمی‌کردند در هفته‌ها و ماه‌های آینده به دلایل دیگری فوت می‌کردند. مشکل باری است که به بیمارستان‌های ما تحمیل می‌شود».
روز دوشنبه ۱۱ فروردین ۱۳۹۹ مینو محرز عضو کمیته بیماری‌های عفونی وزارت بهداشت اعلام کرد، ظرفیت بیمارستان‌های ایران تکمیل و پر می‌باشد، پرسنل پزشکی و پرستاری خسته شده‌اند و نمی‌توانیم یک شبه نیرو تربیت کنیم و در صورت ایجاد بیمارستان موقت نیز نیاز فوری به نیروی انسانی و کادر درمانی است.
۱۲ فروردین ۱۳۹۹ صدها نفر از فعالان مدنی، سیاسی ایرانی در یک نامه سرگشاده خطاب به تئودر آدهانوم فبریسوس، رئیس سازمان جهانی بهداشت با اشاره به کمبود تجهیزات سخت‌افزاری و نرم‌افزاری، مهار این بیماری را خارج از توان حکومت جمهوری اسلامی دانسته‌اند و خواستار کمک این سازمان برای جلوگیری از بروز یک فاجعه در ایران شده‌اند.
نشریه تایم گزارشی دربارهٔ تقلای ایران برای مهار کرونا ویروس منتشر کرد. در این گزارش به خطاهای ایران در مواجهه با این ویروس و کمبود امکانات بهداشتی و پیشگیرانه برای کادر درمانی اشاره شده و به نقل از سازمان جهانی بهداشت نوشته شده به علت کمبود کیت‌های تشخیصی در ایران، آمار تلفات واقعی ممکن است پنج برابر بیش از آمار اعلامی توسط حکومت ایران باشد. همچنین بالا بودن آمار مرگ و میر ناشی از کرونا در ایرانیان زیر ۴۰ سال را رقمی بی‌سابقه خواند. تایم همچنین اشاره کرد کادر درمانی خواسته‌اند در گفتگو با رسانه‌های خارجی نامشان افشا نشود و یک دستیار آزمایشگاه هم مدعی شده مکالمات برخی پرسنل بیمارستان توسط حکومت ایران شنود می‌شود.

## تأمین کیت تشخیص

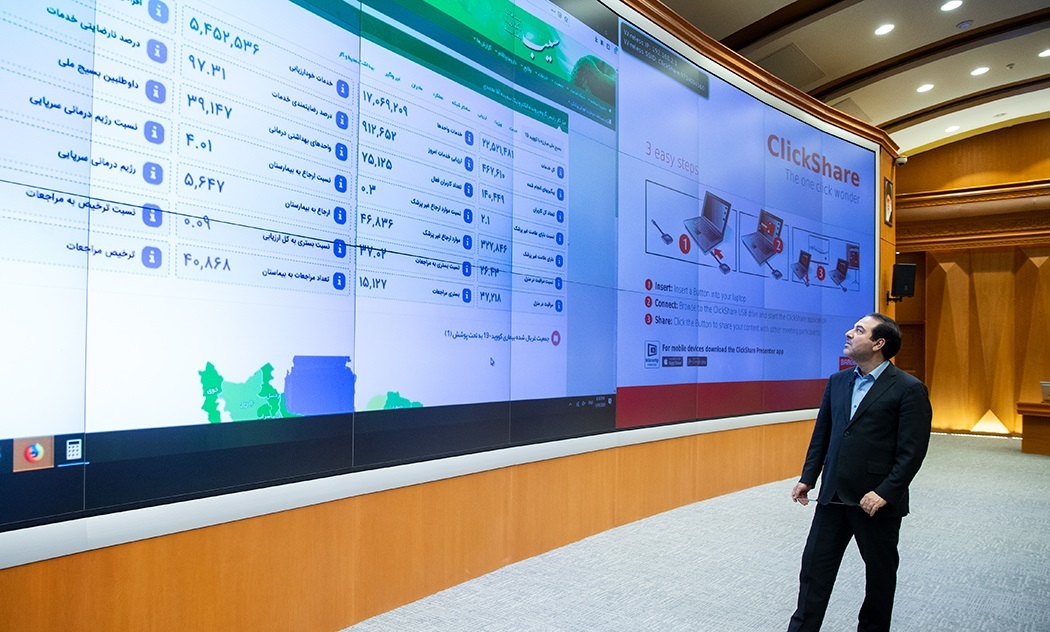
بازدید علیرضا رئیسی معاون وزیر بهداشت از مرکز رصدخانه اطلاعات نظام سلامت.

در ۲ اسفند چهارمین محموله کیت تشخیص بیماری کووید ۱۹ از امارات وارد ایران و تحویل انستیتو پاستور شد. این در حالی بود که وزیر بهداشت ایران در سوم اسفند گفته بود کیت تشخیص بیماری کرونا در کشور به تعداد لازم موجود است. پس از ورود چندین محموله کیت تشخیص کرونا به ایران، مصطفی قانعی دبیر ستاد توسعهٔ زیست‌فناوری معاونت علمی و فناوری ریاست جمهوری با وعدهٔ حمایت از طرح‌های تولیدی گفت به‌زودی فراخوان تولید این کیت‌ها برای مشارکت دانش‌بنیان‌های توانمند اعلام خواهد شد.
در ۱۲ اسفند وبسایت همشهری‌آنلاین گزارش کرد محمولهٔ کمک‌های سازمان بهداشت جهانی شامل بیش از ۷٫۵ تن تجهیزات پزشکی و حفاظتی برای بیش از ۱۵٬۰۰۰ نفر و همچنین کیت بررسی کرونا جهت غربالگری ۱۰۰٬۰۰۰ نفر وارد ایران شده‌است. این محموله در ۱۲ اسفند با یک هواپیمای نظامی از دبی وارد ایران شد. علاوه بر این کمک‌ها، ۶ تیم پزشکی سازمان جهانی بهداشت متشکل از پزشکان، متخصصان علوم آزمایشگاه و اپیدمیولوژیست به ایران در شناسایی و کنترل ویروس کرونا کمک می‌کنند. پیش از این، کشور چین هم در چند مرحله کیت تشخیصی برای ایران فرستاده بود.
مقامات جمهوری آذربایجان در روز ۱۷ اسفند با صدور بیانیه‌ای از تخصیص کمک بشردوستانه ۵ میلیون دلاری برای مقابله با ویروس کرونا به ایران خبر دادند.

### اتهامات
به گزارش شبکه تلویزیونی فاکس‌نیوز در ۱۸ اردیبهشت ۱۳۹۹، در جریان واردات تست‌های ویروس کرونا از کره جنوبی بعضی از ارگان‌های حکومتی که شامل وزارت بهداشت، سپاه پاسداران انقلاب اسلامی، و بنیاد برکت وابسته به سید علی خامنه‌ای به ارتکاب تخلفات و فساد اداری و رقابت برای تحت کنترل گرفتن حق انحصاری واردات و پخش کیت‌های آزمایشی از شرکت «مای‌کو بایومد» کره جنوبی متهم شده‌اند.

## مشکلات آمار

### پنهان‌کاری
دویچه وله فارسی این اتهام را مطرح کرده که حکومت ایران از هفته‌ها پیش از اعلام رسمی شیوع کروناویروس، از ورود این ویروس و خطر ابتلای مردم به آن اطلاع داشته و حتی تمهیدات لازم برای مبتلا نشدن سید علی خامنه‌ای، رهبر جمهوری اسلامی ایران، را انجام دادند، اما برای تشویق مردم به شرکت در انتخابات از گفتن حقایق به مردم خودداری کردند. اما بعد با گسترش ابعاد این بیماری و قربانیان بر میزان انتقادها به دولت روحانی، رئیس‌جمهوری ایران نیز به شکل قابل توجهی افزوده شد.
در حالی که اولین مورد ابتلا به کرونا در آخرین روز بهمن اعلام شد، اما پیشتر نسبت به ورود کرونا به ایران هشدار داده شده بود اما مقامات دولتی همواره این موارد را رد می‌کردند. برخی از مردم معتقدند که این تکذیب‌ها در راستای پنهانکاری بحران کرونا پیش از انتخابات بوده‌است. هرچند که مقامات دولتی ایران این ادعا را رد کرده‌اند.
محمود صادقی با اشاره به پنهان‌کاری دربارهٔ جان‌باختگان اعتراضات آبان ۱۳۹۸ ایران و ابهام دربارهٔ علت شلیک به هواپیمای مسافربری پنهان‌کاری دربارهٔ شیوع کرونا را ضربه به اعتماد عمومی انگاشت و از آن انتقاد کرد. کیانوش جهانپور به عنوان سخنگوی وزارت بهداشت و علیرضا وهاب‌زاده در سمت مشاور رسانه‌ای وزیر بهداشت، صحت نامه‌ای را تکذیب کردند که با امضای عبدالرضا رحمانی فضلی، وزیر کشور، خطاب به سعید نمکی، وزیر بهداشت بوده و در روز سه‌شنبه، ۲۹ بهمن ۱۳۹۸ منتشر شده و در آن از سعید نمکی خواسته شده تا بعد از انتخابات مجلس در ۲ اسفند و اعلام نتایج آن آمار مبتلایان به ویروس کرونا را اعلام کند، چرا که بسیاری از ناظران شعب اخذ رای از ترس مبتلا شدن به این ویروس از شرکت در این انتخابات سر باز خواهند زد. در چهارم اسفند، محمدرضا قدیر، رئیس وقت دانشگاه علوم پزشکی قم با اشاره به صدور دستور سانسور آمار و اطلاعات مربوط به کرونا گفت: «از سوی وزارت بهداشت دستور رسیده که آماری اعلام نشود» و افزود «با توجه به افزایش مبتلایان و مشکوک به کرونا در صف مراجعان به بیمارستان و سطح شهر قم، می‌توان گفت در قم زنگ خطر به صدا درآمده است.»
در تاریخ ۳ اسفند ۱۳۹۸ ورود کروناویروس در نیشابور تکذیب و شایعه خوانده شد و در تاریخ ۵ اسفند وجود کروناویروس در آن شهر تأیید و مرگ یک نفر به این دلیل اعلام شد. همان روز نیویورک تایمز در مقاله‌ای با عنوان «دستورالعمل برای شیوع وسیع ویروسی: ایران به تهدید جهانی تبدیل می‌شود» نوشت که بی‌اعتمادی مردم ایران نسبت به حکومت باعث شده تا اطلاع‌رسانی‌های رسمی دربارهٔ کرونا را باور نکنند و توصیه‌های مراجع رسمی را تلاشی برای پرده‌پوشی و به مخاطره انداختن جان خود بدانند. در ۱۲ اسفند محمد شریفی مقدم، دبیرکل خانه پرستار در گفتگو با نشریهٔ پیام نو گفت کاملاً مشخص است که این ویروس از یک ماه قبل در کشور توسعه پیدا کرده بود و اگر از ابتدا که در قم این ویروس مشاهده شد شفاف سازی کرده بودند در حال حاضر کشور با چنین رشدی مواجه نمی‌شد. او افزود: «به خاطر عدم اطلاع‌رسانی به موقع از سوی مسئولان به مردم وشرکت مردم در مراسمات جمعی و فشرده مثل ۲۲ بهمن و عدم رعایت اصول بهداشتی، حالا باید با کووید ۱۹ دست و پنجه نرم کنند و جانشان را از دست بدهند. معلوم است دیگر در این شرایط کل کشور را نمی‌توانند قرنطینه کنند». در ۹ اسفند غلامعلی جعفرزاده نمایندهٔ رشت در مجلس، درخواست اعلام واقعی آمار کشته شدگان را کرد و گفت: «آقایان را به خداوندی خدا قسم می‌دهم که آمار واقعی به مردم ارائه کنند. متأسفانه، مکرراً آمار را از مردم پنهان می‌کنند و به صراحت می‌گویم که آمارهای ارائه شده تاکنون، هنوز واقعی نیست. قبرستان‌ها را که نمی‌شود پنهان کرد؟ به هر حال، گزارش‌هایی که از آرامستان‌ها و همچنین گزارش دوستان داریم از آمار خیلی وحشتناکی خبر می‌دهد که نمی‌شود آن را پنهان کرد. من از بهشت زهرا، تازه‌آباد و باغ رضوان رشت آماری در خصوص جان باختگان بر اثر کرونا گرفتم و باید بگویم که آمار، خیلی بیشتر از این حرف‌هاست». پس از مرگ پرستار جوانی به نام نرجس خانعلی‌زاده در ۶ اسفند، مقامات رسمی گزارش‌های مربوط به درگذشت او بر اثر ابتلا به کرونا را تکذیب کردند اما در ۱۲ اسفند سازمان نظام پرستاری شرق گیلان دلیل مرگ او را «ابتلا به کرونا» اعلام کرد. این اتفاق در شبکه‌های مجازی بازتاب گسترده‌ای داشت. علیرضا رحیمی، عضو هیئت رئیسهٔ مجلس در ۱۷ اسفند طی توییتی با اشاره به این‌که «تمام ⁧ایران⁩ از بی‌مبالاتی و قصور در عدم کنترل اولیه ویروس در قم گرفتار شده‌اند» از نمایندگان قم خواست بابت پنهان‌کاری در مورد شیوع ⁧کرونا⁩ در قم تحت‌الشعاع ⁧انتخابات⁩ مجلس و عدم قرنطینهٔ این شهر توضیح دهند.
۱۸ مرداد ۱۳۹۹ به گزارش «جهان صنعت نیوز» و به گفته محمدرضا محبوب‌فر، عضو ستاد مقابله با کرونا و اپیدمیولوژیست، اولین بیمار مبتلا به کرونا در اوایل دی ۱۳۹۹ و دقیقاً یک ماه قبل از اعلام رسمی ظهور کرونا دیده و مشاهده شده‌است، ولی به دلیل مسائل سیاسی و امنیتی بعد از انتخابات مجلس و مراسم ۲۲ بهمن وجود کرونا در کشور توسط دولت تصمیم گرفته و اعلام شد. وی افزود، آمار مبتلایان و قربانیان ویروس کرونا که از طرف وزارت بهداشت ایران داده شده، مهندسی شده‌است و «یک بیستم آمار حقیقی است» و به آن نمی‌توان اعتماد کرد. روزنامه جهان صنعت بعد از این مصاحبه توقیف شد، این حکم از طرف هیئت نظارت بر مطبوعات ایران که به‌صورت تلفنی به مدیر روزنامه محمدرضا سعدی ابلاغ شد.
به گزارش بی‌بی‌سی فارسی در ۱۱ مرداد ۱۳۹۹، قربانیان کرونا در ایران تا پایان تیر ماه به ۴۲ هزار نفر می‌رسند که نزدیک سه برابر آمار رسمی است و مجموع مبتلایان تا پایان تیر ماه هم بیشتر از ۴۵۰ هزار نفر بوده که بیش از یک و نیم برابر آمار رسمی می‌باشد.

### خطای سیستماتیک در شمارش

برخی منابع، با توجه به رشد نمایی تعداد مبتلایان در سایر کشورها، رشد تقریباً خطی تعداد مبتلایان در ایران از تاریخ ۲۰ اسفند را نشانهٔ غیرواقعی بودن آمار رسمی دانسته‌اند.

تا پیش از اعلام آمار رسمی ۵ مبتلا به ویروس کرونا و جان‌باختن ۲ نفر در قم، مقامات جمهوری اسلامی آمار مشخصی از موارد مشکوک ابتلا به ویروس کرونا در ایران ارائه نکرده و تأکید کرده بودند که هیچ نوع ابتلا به کرونا در ایران وجود ندارد. دو روایت در خصوص علت اعلام دیرهنگام و آمار ناصحیح از شیوع بیماری ارائه شده‌است. یک دیدگاه علت موضوع را پنهانکاری سیاسی و دیگر پروتکل تشخیص نادرست وزارت بهداشت، درمان و آموزش پزشکی می‌داند.
در ۲۳ اسفند رضا ملک‌زاده معاون وزیر بهداشت ایران در یک برنامهٔ تلویزیونی گفت که مقام‌های ایرانی در تشخیص ورود ویروس جدید کرونا به ایران تأخیر داشته‌اند و به درخواست‌ها برای توقف پروازها از چین توجه کافی نکردند. او گفت فکر می‌کند این ویروس هفته‌ها پیش از آن‌که مسئولان اعلام کنند وارد ایران شده بوده و به دلیل همزمانی با اپیدمی آنفولانزا، آن را با آنفولانزای H1N1 اشتباه می‌گرفتند. به گفتهٔ ملک‌زاده «وقتی از این ویروس خلاص می‌شویم که ۵۵ تا ۷۰ درصد مردم این ویروس را بگیرند».
سعید نمکی، وزیر بهداشت، درمان و آموزش پزشکی، مشکل را ناشی از پروتکل تشخیص ارائه شده از سوی سازمان جهانی بهداشت ذکر می‌کند. به گفته وی طی بهمن ماه آزمایش تشخیص کرونا با کیت ارائه شده از سوی آن سازمان فقط در مورد افراد دارای علائم شبه آنفلوانزا که سفر خارجی به استان هوبی یا شهر ووهان چین یا ارتباط نزدیک با یک فرد چینی داشته‌اند، انجام شده و هیچ مورد آزمایش مثبتی در افراد مشکوک گزارش نشده‌است. اما اولین موارد ابتلا در افرادی شناسایی شده که مشکوک تلقی نمی‌شده‌اند. به گفتهٔ نمکی وزارت بهداشت در ۲۹ بهمن، بلافاصله پس از اطلاع از مثبت بودن آزمایش، آن را اطلاع‌رسانی عمومی کرده‌است. در ۲ مارس دبیرکل سازمان جهانی بهداشت اعلام کرد که سازوکار صحت سنجی این سازمان تاکنون هیچ مدرک قطعی از پنهانکاری شدید ایران در مورد بحران کرونا نیافته‌است.

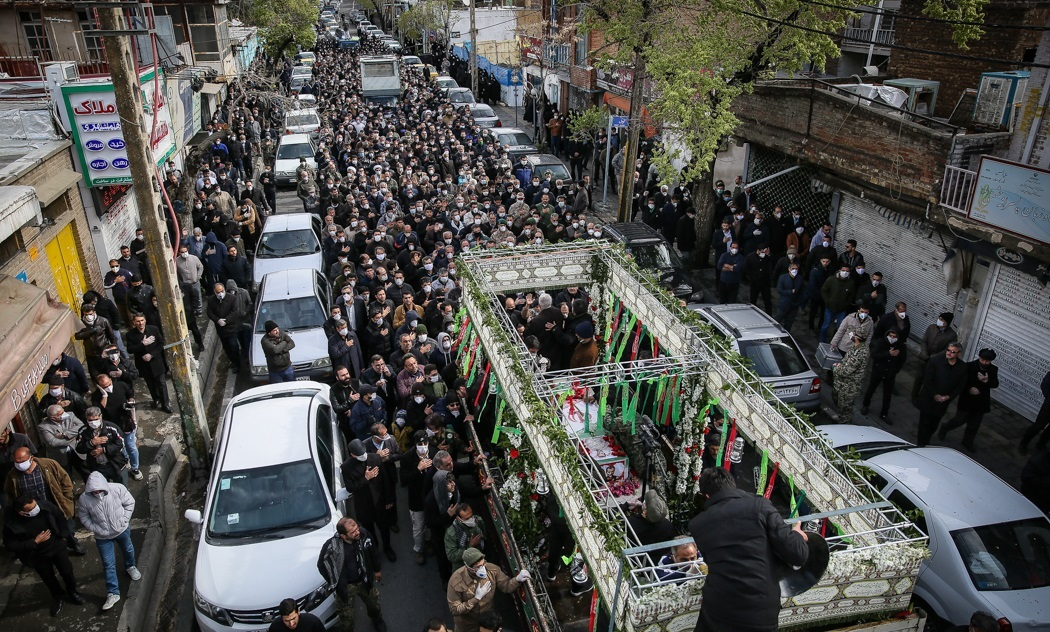
برگزاری تشییع جنازه رسمی برای یک سردار سپاه به رغم هشدارهای مقامات دولتی به مردم برای ماندن در خانه.

در ۱۳ اسفند مسعود پزشکیان، وزیر بهداشت دولت خاتمی و نایب رئیس مجلس، اعداد و ارقام اعلام شده توسط مسئولان را غیرواقعی دانست و گفت آماری که وزارت بهداشت می‌دهد آمار تمام آنهایی نیست که گرفتارند. به گفتهٔ پزشکیان «وزارت بهداشت راست می‌گوید که آمارش اینقدر است، اما این آمار تمام آنهایی نیستند که گرفتارند؛ چون آمار آنها را نمی‌تواند داشته باشد و تست‌شان را نگرفته. ما خیلی‌ها را نشناختیم و تست نکردیم اما مریض هم هستند.» به گفته وی بسیاری از بیماران چون علامت ندارند و بیماری شان در حد سرماخوردگی است اصلاً اقدام به مراجعه و تست نمی‌کنند، تا بتوان آمار واقعی را به دست آورد.
در ۱۸ اسفند وبسایت باشگاه خبرنگاران جوان به نقل از محمدحسین قربانی نمایندهٔ تام‌الاختیار وزیر بهداشت در استان گیلان نوشت در این استان ۲۰۰ نفر بر اثر ابتلا به کرونا جان باخته‌اند. او ساعاتی بعد در گفتگویی با خبرگزاری فارس آن خبر را تکذیب کرد و گفت که آن آمار مربوط به مرگ و میر ناشی از همهٔ بیماری‌های تنفسی بوده‌است. وزارت بهداشت در روز ۱۸ اسفند تعداد قربانیان کرونا در همهٔ استان‌های ایران را ۱۹۴ نفر اعلام کرده بود. در این روز پیروز حناچی شهردار تهران در یک مصاحبهٔ مطبوعاتی مدعی شد در مسئلهٔ شیوع ویروس کرونا همهٔ کشورها آمار خود را اعلام نمی‌کنند یا بخشی از آمار را به صورت واقعی اعلام نمی‌کنند. او دربارهٔ تعداد قربانیان کرونا در ایران هم گفت که اگر تلفات را بین دو تا پنج درصد مبتلایان حساب کنیم، می‌توانیم آمار داخلی را به دست بیاوریم.
برخی منابع، با توجه به رشد نمایی تعداد مبتلایان در سایر کشورها، رشد تقریباً خطی تعداد مبتلایان در ایران در دو هفتهٔ منتهی به ۳ فروردین را نشانهٔ غیرواقعی بودن آمار رسمی دانسته‌اند.
مجله تایم به نقل از کارشناسان سازمان جهانی بهداشت عنوان کرد که تعداد واقعی بیماران در ایران بسیار بیشتر از آمار رسمی است و مقامات ایرانی نیز این موضوع را پذیرفته‌اند و این موضوع خاص ایران هم نیست تقریباً هرجا که این ویروس وجود دارد این قضیه صادق است و در کشورهایی که آزمایش تشخیص کرونا سخت باشد و فقط پس از بستری شدن فرد در بیمارستان از وی آزمایش بگیرند آمار تعداد افراد مبتلای اعلام شده به مراتب کمتر از واقعیت خواهد بود.
در روز ۱ فروردین ۱۳۹۹ نهاد بین‌المللی «کمیتهٔ حفاظت از روزنامه نگاران» اعلام کرد که آخرین تهدید علیه حکومت جمهوری اسلامی ایران در ماه‌های اخیر بعد از اعتراضات گسترده و ساقط کردن هواپیمای مسافری اوکراینی، شیوع ویروس جدید کرونا می‌باشد، که جمهوری اسلامی و مسئولان آن با تشدید سانسور رسانه‌هایی که از قبل محدود شده‌اند به این تهدید پاسخ دادند.
روز شنبه ۹ فروردین ۱۳۹۹ یک مقام مسئول در دانشگاه علوم پزشکی مشهد اعلام کرد تاکنون ۶۰۰ «بیمار مشکوک به کرونا» فقط در استان خراسان رضوی فوت کرده‌اند، این در حالی است که دبیر کمیته مراقبت و درمان بیماری کرونا در دانشگاه علوم پزشکی مشهد، آمار فوتی‌ها که «به‌طور قطع ناشی از ابتلا به کرونا» در خراسان رضوی بوده را ۱۹۷ نفر اعلام کرده‌است. رضا شیران خراسانی، نمایندهٔ مشهد در مجلس شورای اسلامی نیز با بیان اینکه علت مرگ بخشی از افرادی که جان باخته‌اند به جای کرونا بیماری «حاد تنفسی» اعلام می‌شود، گفت: «در خراسان ۴۰۰ نفر بر اثر بیماری حاد تنفسی و ۵۰ نفر بر اثر کرونا جان باخته‌اند». او آمار مبتلایان به ویروس کرونا را بالا ذکر کرد و از اینکه حسن روحانی می‌گوید این آمار «در حال کاهش» است، اظهار تاسف کرد. هم‌زمان معاون وزیر بهداشت ایران اذعان کرد در حالی که «احتمالاً از اوایل بهمن ماه ویروس بسیار آرام و بی‌سرو صدا در چند شهر کشور در حال گردش بوده‌است» مسئولان دیر هنگام وجود ویروس کرونا در ایران را تشخیص داده و اعلام کرده‌اند.
در ۱۱ فروردین مصطفی معین رئیس شورای عالی سازمان نظام پزشکی ایران در نامه‌ای به حسن روحانی از او خواست که تعداد مبتلایان و قربانیان کرونا شفاف و صادقانه اعلام شود. معین در این نامه به روحانی یادآوری کرد که برای اتخاذ تصمیمات مبتنی بر واقعیت، آمار باید به صورت دقیق و به تفکیک شهر و استان اعلام شود. نتایج نظرسنجی معاونت اجتماعی-فرهنگی شهرداری تهران و مرکز افکارسنجی ایسپا نشان می‌دهد حدود نیمی از مردم به آمار رسمی ابتلا و فوت کرونا اعتماد ندارند. ۱۸ فروردین ۱۳۹۹ نشریه آلمانی «ولت» از قول محافل امنیتی غربی که هویت‌شان فاش نشده گزارش داد که تعداد قربانیان ویروس کرونا در ایران، زمانی که آمار قربانیان به‌طور رسمی ۲ هزار نفر اعلام شده بود از مرز ۱۰ هزار نفر گذشته بوده‌است.
رئیس اداره بهزیستی شهرستان قائمشهر اعلام کرده بود که ۲۸ مرکز بهزیستی و درمانی آلوده به کرونا و آسیب‌پذیر در این شهر شناسایی شده‌است، در روز یکشنبه ۲۴ فروردین ۱۳۹۹ رئیس سازمان بهزیستی جمهوری اسلامی تنها ۴۵ مرکز بهزیستی آلوده به ویروس کرونا را در کل کشور اعلام کرده‌است. به گزارش رادیو فردا در ۲۰ اردیبهشت ۱۳۹۹، ۳۲۰ نفر به اتهام شایعه‌پراکنی دستگیر شدند. سید حسین سراج‌زاده، رئیس انجمن جامعه‌شناسی دربارهٔ وضعیت سفید برخی استان‌ها آمارهای اعلام شده وزارت بهداشت را صحیح ندانست و پنهانکاری را یک نقطه ضعف در عملکرد دولت دانست که منجر به کمتر شدن اعتماد مردم به دولت گردیده‌است.

## دادخواهان سلامت
دادخواهان سلامت، وکلا و فعالان مدنی هستند که قصد شکایت از مقامات مقامات جمهوری اسلامی ایران به دلیل سوءمدیریت کرونا در ایران را داشتند. در اسفند ۱۴۰۰، محمدرضا فقیهی و آرش کیخسروی، وکلای دادگستری در ایران علیه سید علی خامنه‌ای، رهبر جمهوری اسلامی، حسن روحانی، رئیس‌جمهوری سابق ایران و اعضای وقت ستاد ملی مقابله با کرونا اعلام جرم کردند. خامنه‌ای، در دی‌ماه ۱۳۹۹ واردات واکسن آمریکایی و انگلیسی را ممنوع و بر تولید واکسن داخلی تأکید کرد اما با بالا گرفتن بحران، کرونا را مسئله اول و فوری کشور خواند و خواستار تأمین واکسن به هر شکل ممکن شد.

### سامانه غربالگری وزارت بهداشت
- پیشگیری، شناسایی و مراقبت افراد جامعه در مقابل بیماری کرونا

### سامانه‌های توزیع اقلام بهداشتی در ایران
- سامانه توزیع اقلام بهداشتی استان قزوین
- سامانه توزیع اقلام بهداشتی استان ایلام
- سامانه توزیع اقلام بهداشتی استان سمنان